# Sergio Maximiliano Ojeda
Sergio Maximiliano Ojeda (Río Cuarto, provincia de Córdoba, 4 de enero de 1992) es un futbolista argentino. Es defensor central y se formó en las inferiores del Club Atlético Independiente. Actualmente juega en la Asociación Atlética Estudiantes de la Primera Nacional.

## Trayectoria
Llegó al Club Atlético Independiente en edad de Séptima para desempeñarse en el puesto de marcador central y al mes fue dispuesto como volante central donde se destacó a tal punto que fue convocado para integrar la Selección Argentina Sub-17. En Sexta continuó como volante central y a fines de 2009 le volvieron a modificar el puesto. Esta vez ubicado como defensor central dio acabadas muestras de su talento y por ello saltó a Reserva. Formó parte del plantel de primera del equipo de Avellaneda, siendo titular en varios partidos, marcándoles un gol de cabeza a San Martín de San Juan y otro a Defensa y Justicia.

## Patronato
El 17 de febrero de 2021 es anunciado como nuevo refuerzo de Patronato llegando a la institución en condición de libre, tras su paso por Deportivo Cuenca. Ojeda tendrá su tercera experiencia en la Primera División Argentina, ya que anteriormente vistió las camisetas de Independiente y de Olimpo en dicha categoría.

## Clubes
| Club                  | País      | Año           | PJ | Goles |
| --------------------- | --------- | ------------- | -- | ----- |
| Independiente         | Argentina | 2010 - 2014   | 16 | 2     |
| Gimnasia (J) (Cedido) | Argentina | 2015 -2017    | 26 | 1     |
| Olimpo (cedido)       | Argentina | 2017 - 2018   | 11 | 0     |
| Deportes La Serena    | Chile     | 2018          | 14 | 2     |
| Deportivo Cuenca      | Ecuador   | 2019 - 2021   | 42 | 1     |
| Patronato             | Argentina | 2021 - 2023   | 60 | 2     |
| Club Nacional         | Paraguay  | 2024          | 17 | 0     |
| Estudiantes (RC)      | Argentina | 2024-presente | -  | -     |

## Palmarés

### Torneos nacionales
| Título         | Club      | País      | Año  |
| -------------- | --------- | --------- | ---- |
| Copa Argentina | Patronato | Argentina | 2022 |